# Makin
Makin je ime verige otokov, ki se nahajajo v skupini Gilbertovih otokov. Otoki spadajo pod državo Kiribati. Otočje je sestavljeno iz petih otokov, ki se nahajajo na najbolj severnem delu Gilbertovih otokov, trije izmed petih otokov so naseljeni. Populacija na otokih je leta 2005 štela 2.385 naseljencev. Na glavnem otoku je tudi letališče. 
Otok je postal znan med drugo svetovno vojno, ko so se na njem odvijali krvavi boji med japonsko in ameriško vojsko.